# Boncourt (Suïssa)
Boncourt és un municipi del cantó del Jura situat al districte de Porrentruy.